# Abwehr

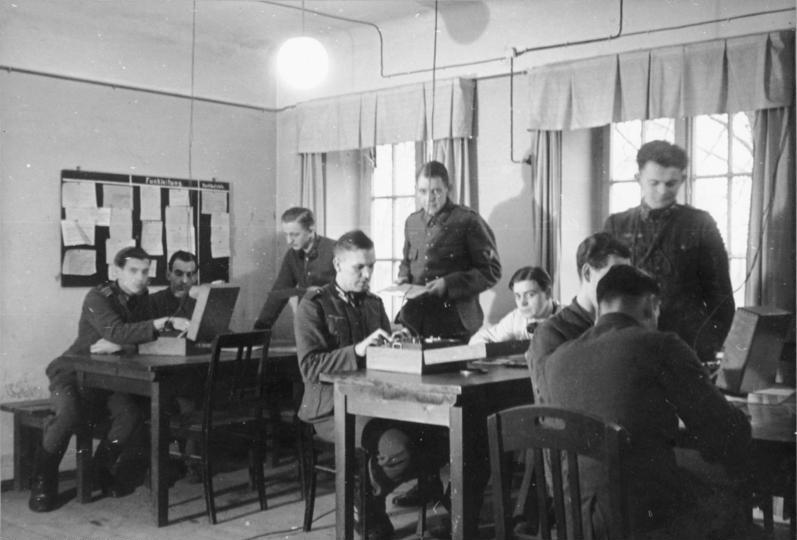
Soldați germani lucrând la o stație de transmisii radio codificate

Abwehr (germană: „apărare”) a fost un serviciu de informații și contrainformații al armatei, ce funcționa pe lângă Marele Stat Major german (1919-1944).